# Simon Kastelic
Simon Kastelic, slovenski slikar, * 1. april 1977, Postojna
Leta 2005 je diplomiral iz slikarstva na temo Babilonskega stolpa pri prof. E. Comenciniju na Accademia di belle arti di Venezia in kasneje, leta 2008 še magistriral na temo povezave 2D in 3D prostora v slikarskem ambientu pri prof. Borutu Vogelniku (NSK-Irwin) na ljubljanski ALUO. Njegovo slikarstvo je na meji med klasičnim ter digitalnim, išče odnose med realizmom in abstrakcijo, veliko se ukvarja s portretiranjem. Poleg slikarstva se ukvarja z računalniško grafiko, digitalno fotografijo, videom, grafičnim oblikovanjem in performansom. Oblikoval je več knjig. Je avtor anamorfnega Kosovelovega spomenika pred kulturnim centrom v Sežani. Je avtor prenove Kosovelove spominske sobe v Sežani. Nastopil je v oddaji Slovenija ima talent 2016 pod imenom Some artist from Slovenia.
Za svoje delo je prejel več strokovnih nagrad doma in v tujini ter skupaj z očetom Jankom Kastelicem nagrado občine Sežana za neizbrisen pečat na področju umetnosti. 